# Piotr Garbowski
Piotr Garbowski (ur. 14 września 1973 w Klimkówce) – polski niedowidzący biathlonista i biegacz narciarski, stolarz.
Urodził się 14 września 1973 w Klimkówce. Swoją przygodę z narciarstwem rozpoczął w 2012 w rodzimej miejscowości. W kadrze reprezentacji Polski zadebiutował dwa lata później, a w 2018 roku uczestniczył w zimowych igrzyskach paraolimpijskich w Pjongczang. Jego największym osiągnięciem jest piąte miejsce na biathlonowych mistrzostwach świata w 2017 roku w Canmore. W wieku 30 lat stwierdzono u niego zwyrodnienie plamki żółtej, co spowodowało stopniową utratę wzroku.
Ma żonę Beatę, córkę Weronikę, syna Sebastiana oraz czworo rodzeństwa. Z zawodu jest stolarzem. Ulubionym sportowcem jest norweski biathlonista Ole Einar Bjørndalen.

## Występy na igrzyskach paraolimpijskich

### Biathlon
| Miejsce | Dzień    | Rok  | Miejscowość | Konkurencja | Czas biegu | Strata   | Zwycięzca          |
| ------- | -------- | ---- | ----------- | ----------- | ---------- | -------- | ------------------ |
| 16.     | 10 marca | 2018 | Pjongczang  | 7,5 km      | 26:32,2    | +6:41,2  | Witalij Łukjanenko |
| 12.     | 13 marca | 2018 | Pjongczang  | 12,5 km     | 53:11,7    | +13:48,0 | Juryj Hołub        |
| –       | 16 marca | 2018 | Pjongczang  | 15 km       | DNF        | DNF      | Witalij Łukjanenko |

### Biegi narciarskie
| Miejsce | Dzień    | Rok  | Miejscowość | Konkurencja                 | Czas biegu | Strata  | Zwycięzca      |
| ------- | -------- | ---- | ----------- | --------------------------- | ---------- | ------- | -------------- |
| 9.      | 12 marca | 2018 | Pjongczang  | 20 km stylem dowolnym       | 53:46,4    | +7:44,0 | Brian McKeever |
| 10.     | 14 marca | 2018 | Pjongczang  | Sprint stylem klasycznym    | 3:59,34    | +31,38  | Brian McKeever |
| 9.      | 17 marca | 2018 | Pjongczang  | 10 km stylem klasycznym     | 27:16,5    | +3:58,7 | Brian McKeever |
| 9.      | 18 marca | 2018 | Pjongczang  | Sztafeta otwarta 4 x 2,5 km | 26:08,4    | +3:21,8 | Francja        |